# بوابة الهند (مومباي)
بوابة الهند في مومباي هي نصب تذكاري تم بناءه على الطراز الهندوسي الهندي لإحياء ذكرى زيارة جورج الخامس ملك المملكة المتحدة والملكة ماري تك للهند.

## تاريخ

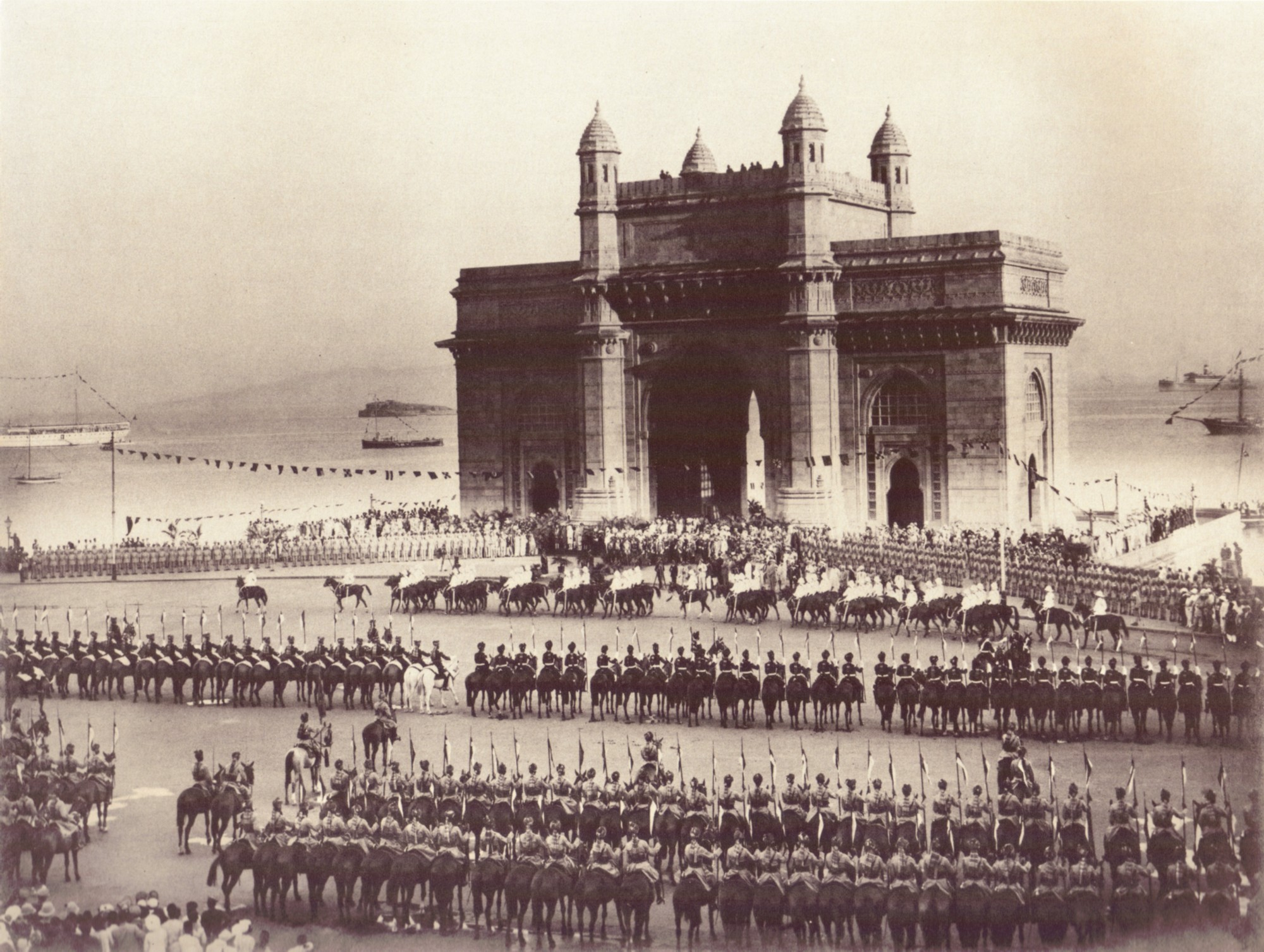
بوابة الهند، مومباي، 1924

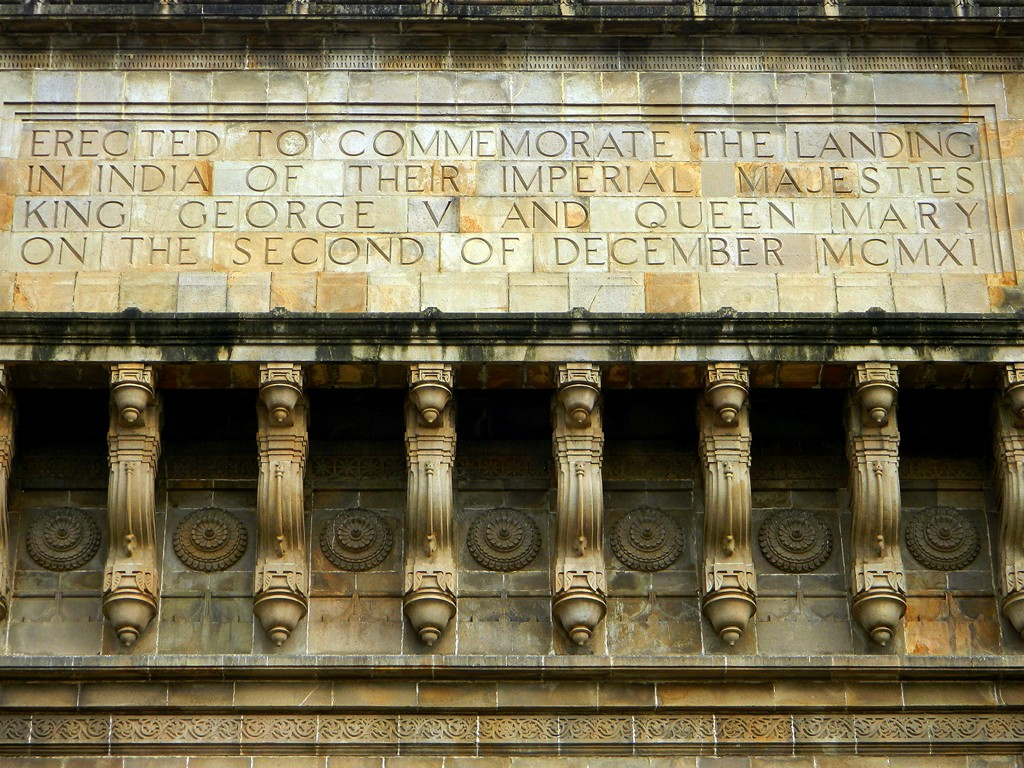
كتب على البوابة باللغة الإنجليزية: هنا نزل جلالة الملك جورج الخامس والملكة ماريا تك.

تُعتبر بوَّابة الهِند صرحًا من أهم صروح الحرب التاريخيّة في الهند إذ أنها تُخلِّد ذكرى استشهاد 90 ألف جندي هندي ضحو بالنَّفس والنَّفيس من أجل إمبراطورية الهند خلال الحرب العالمية الأولى.
تم بناء بوابة الهند سنة 1923.حيث قام حاكم بومباي، السير جورج سيدينهام كلارك بوضع حجر الأساس في 31 مارس 1913.

## عمارة
جمع المهندس المعماري الاسكتلندي جورج ويتت بين نمط بناء قوس النصر الروماني وفن العمارة السائد في غوجارات الذي يعود إلى  القرن السادس. وقد  ظهر  في تصميم البوابة تمازجٌ جميلٌ يجمع بين النمط المعماري الهندوسي و الإسلامي. حيث يرمز القوس للعمارة الإسلامية فيما تمت زخرفته على الطراز الهندوسي. وقد تم استخدام البازلت الأصفر و الخرسانة المسلَّحة والحجر كمواد أساسية في البناء.  
وشُيِّدت في أعلى البوابة قُبَّةٌ يبلغ قطرها  15 متراً، بلغ علو أقصى نُقطة فيها الـ 25 متراً فوق سطح الأرض. وبلغت التكلفة الإجمالية لبناء البوابة 2 كرور روبية (31.000دولار أمريكي)، حيث تم تمويلها بشكل رئيسي من قِبل الحُكومة الهندية. ولم يتم إستكمال البناء بسبب عجزٍ في الميزانية.

## معرض الصور

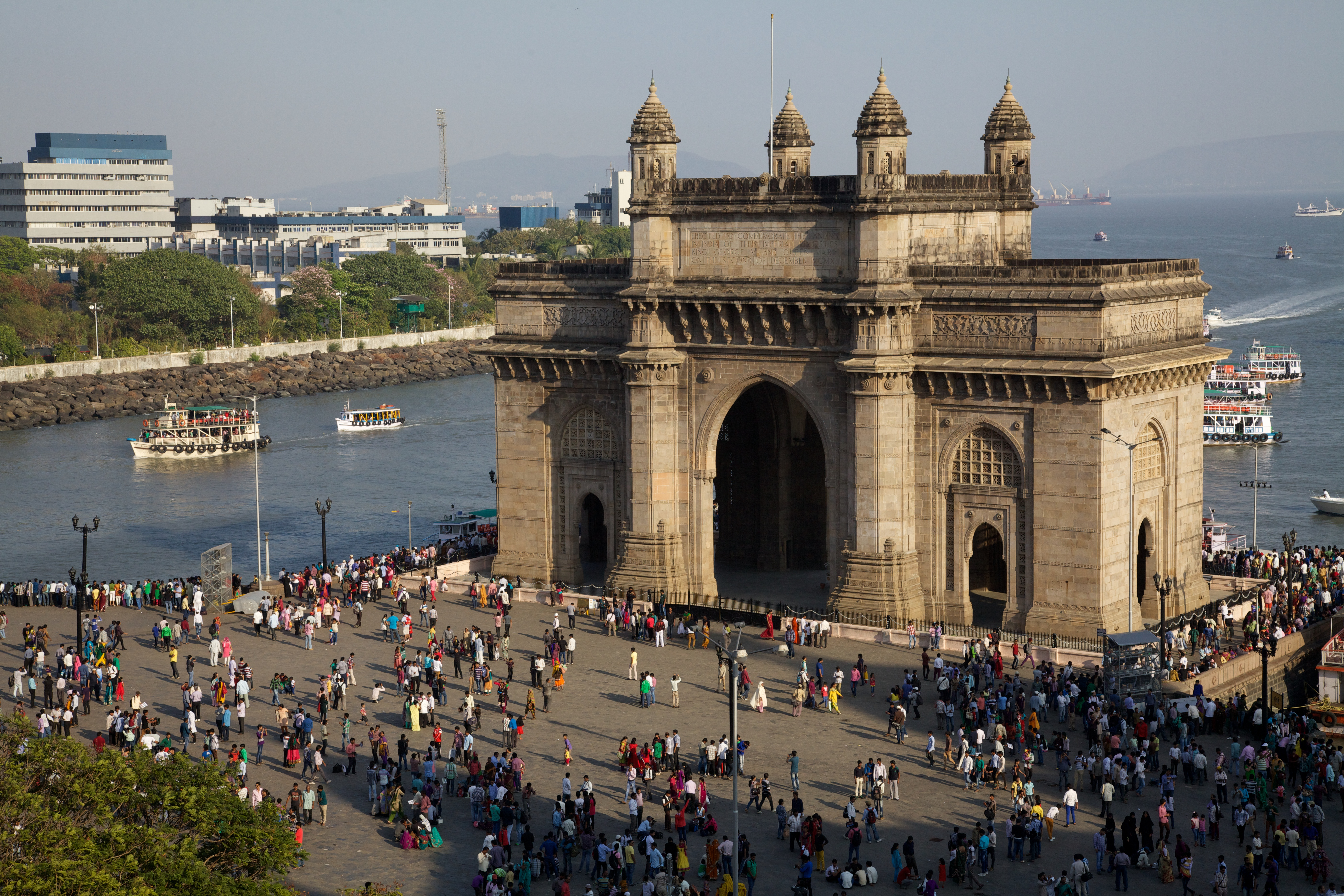
1
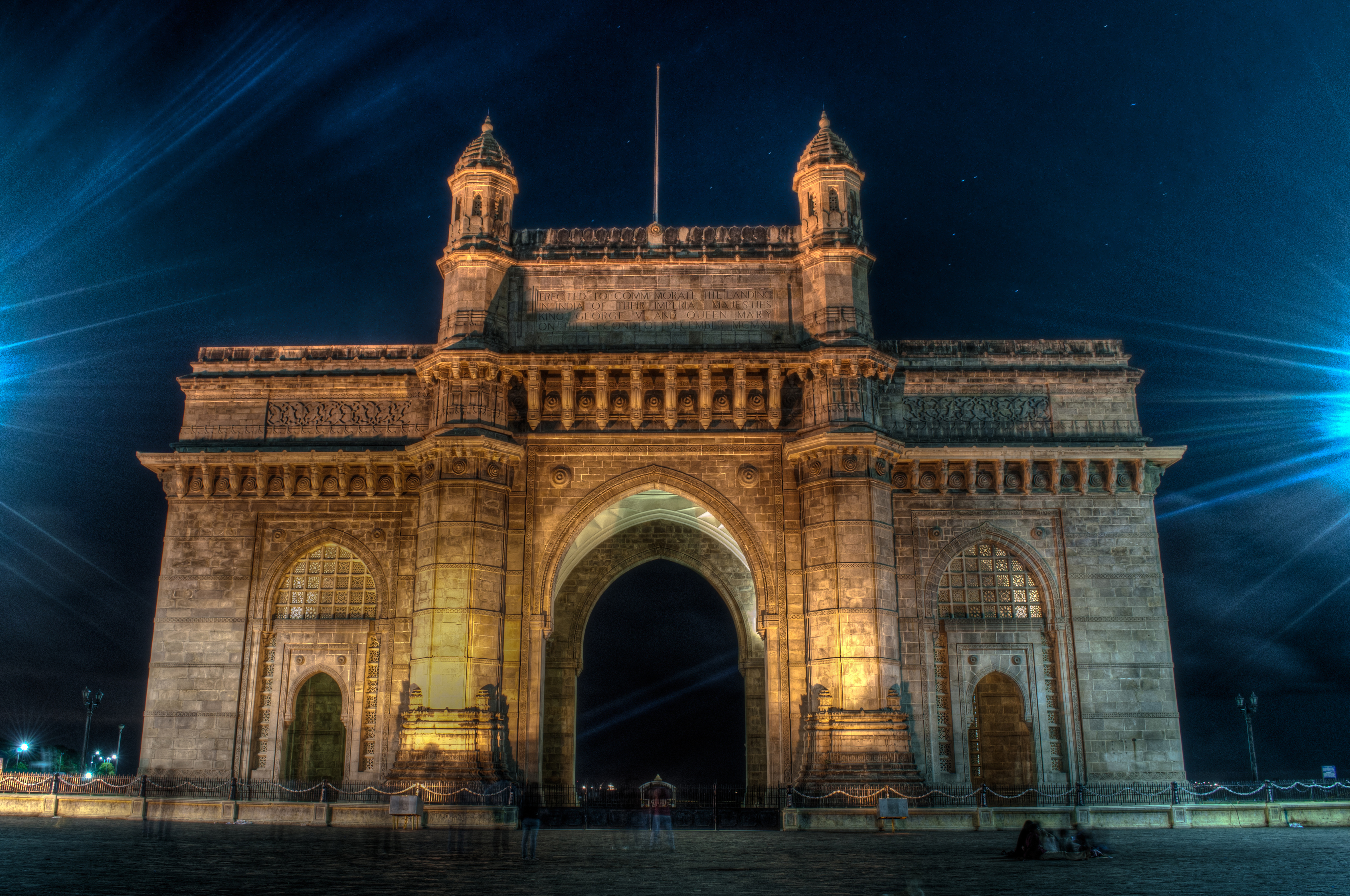
2
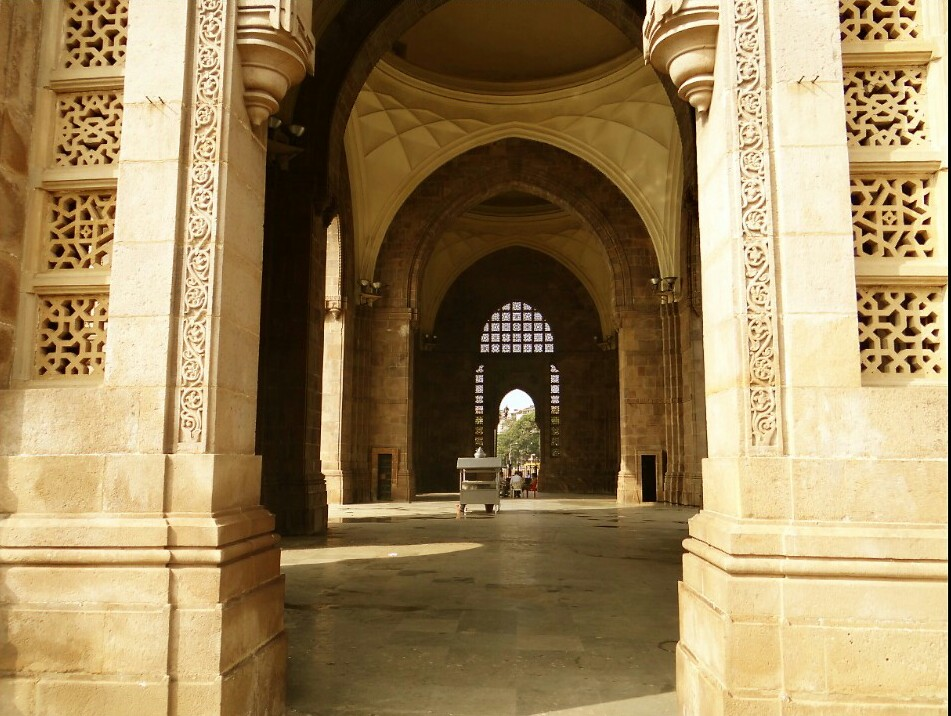
3
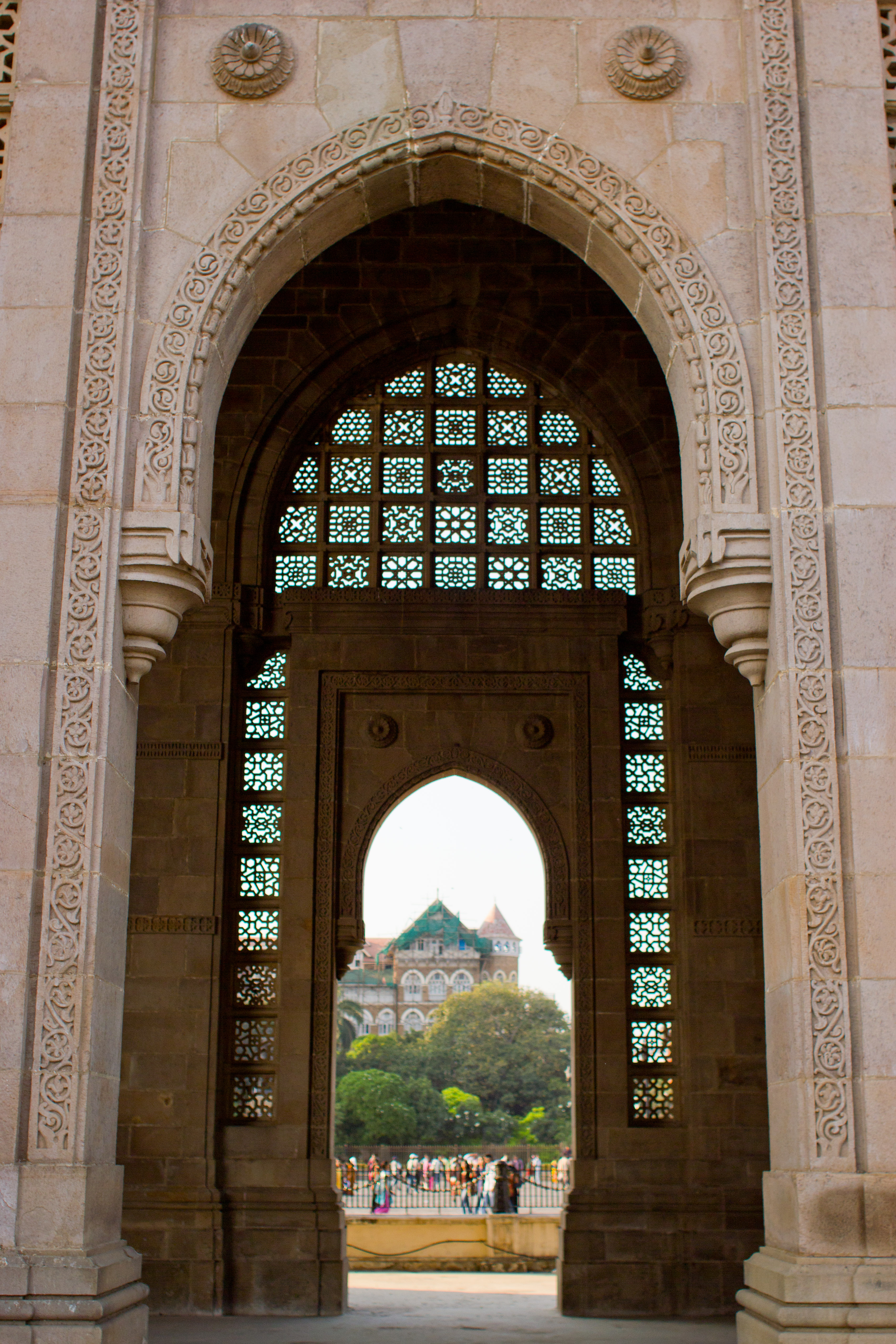
4
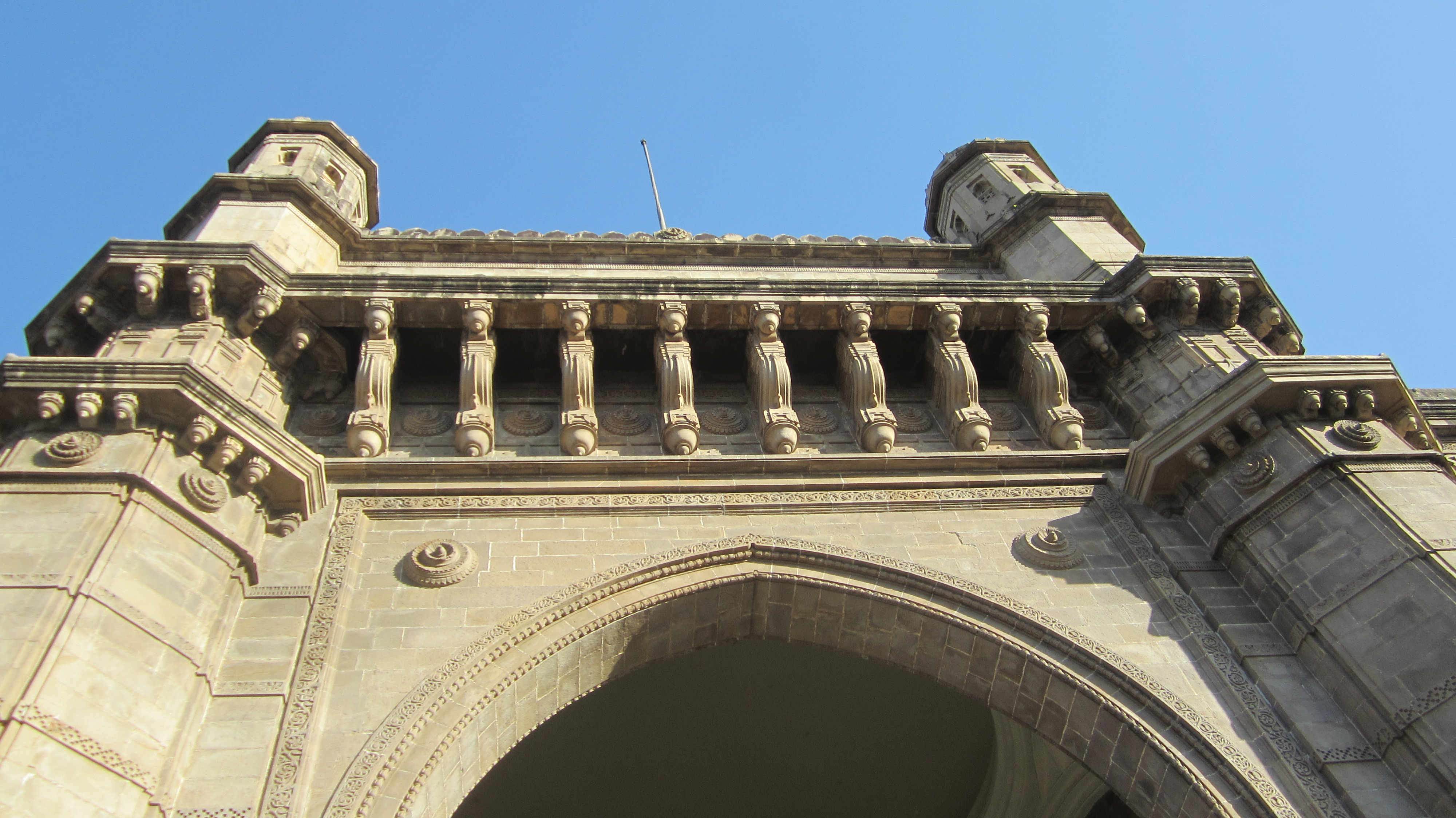
5
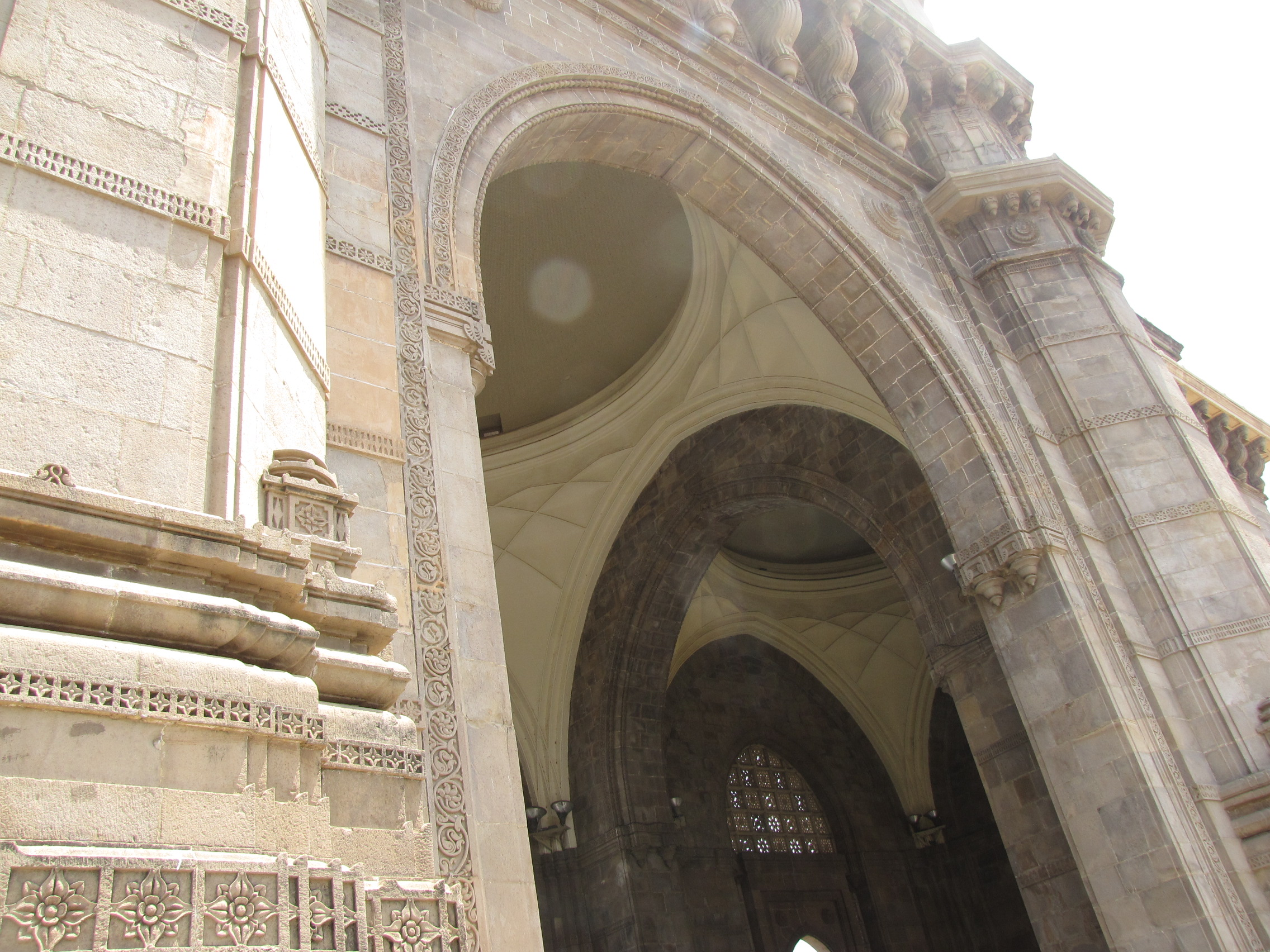
6
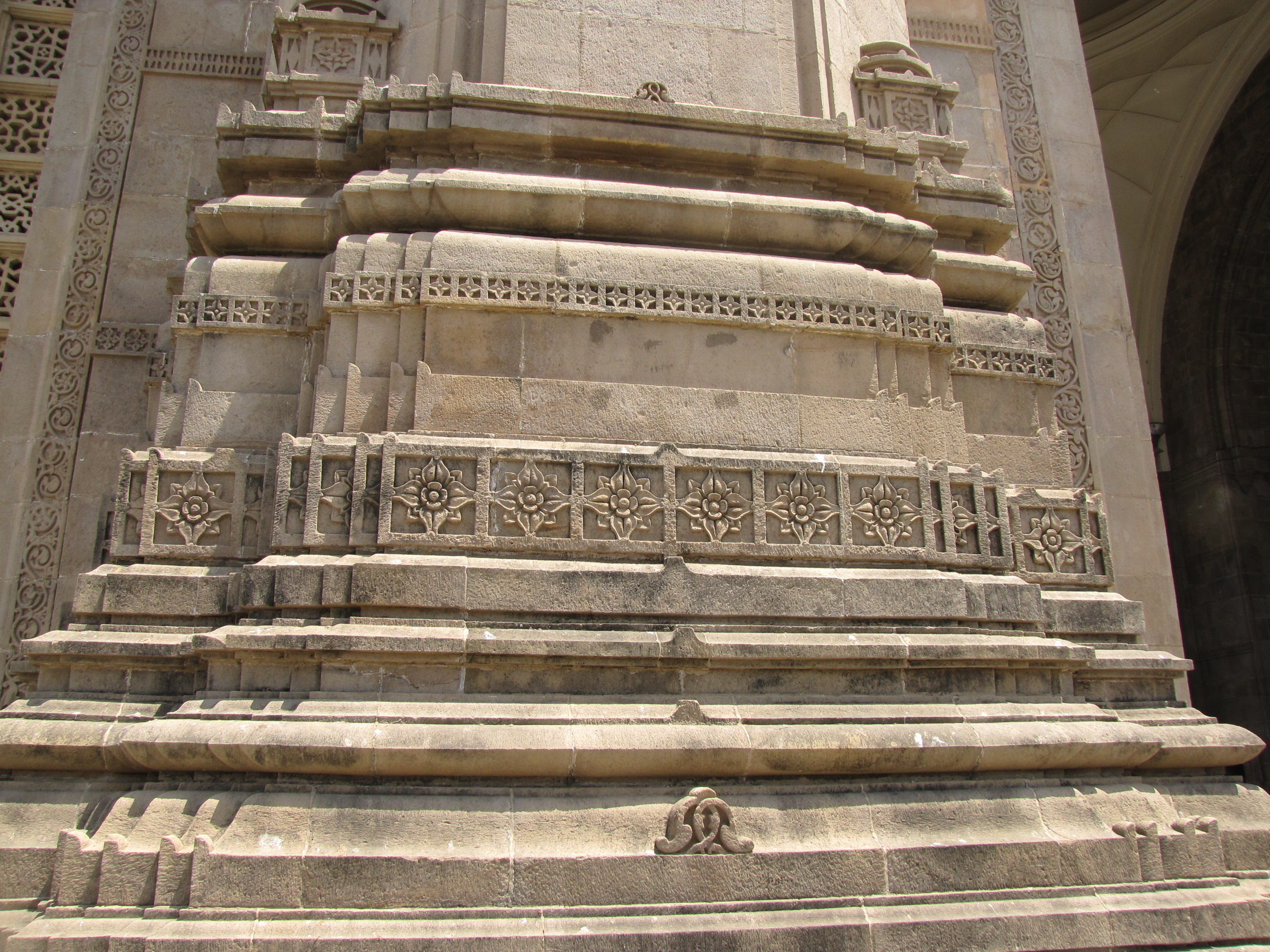
7
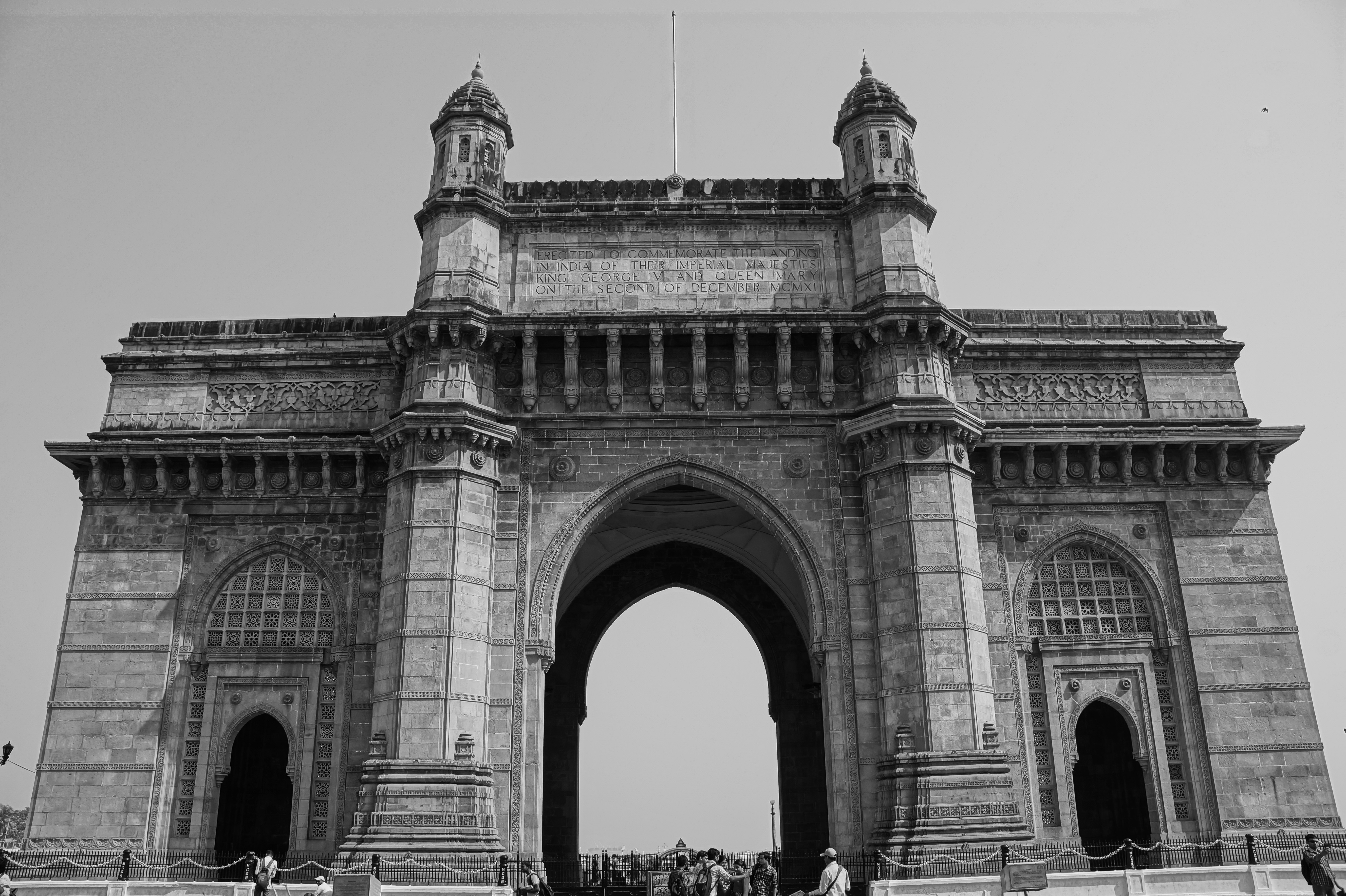
8
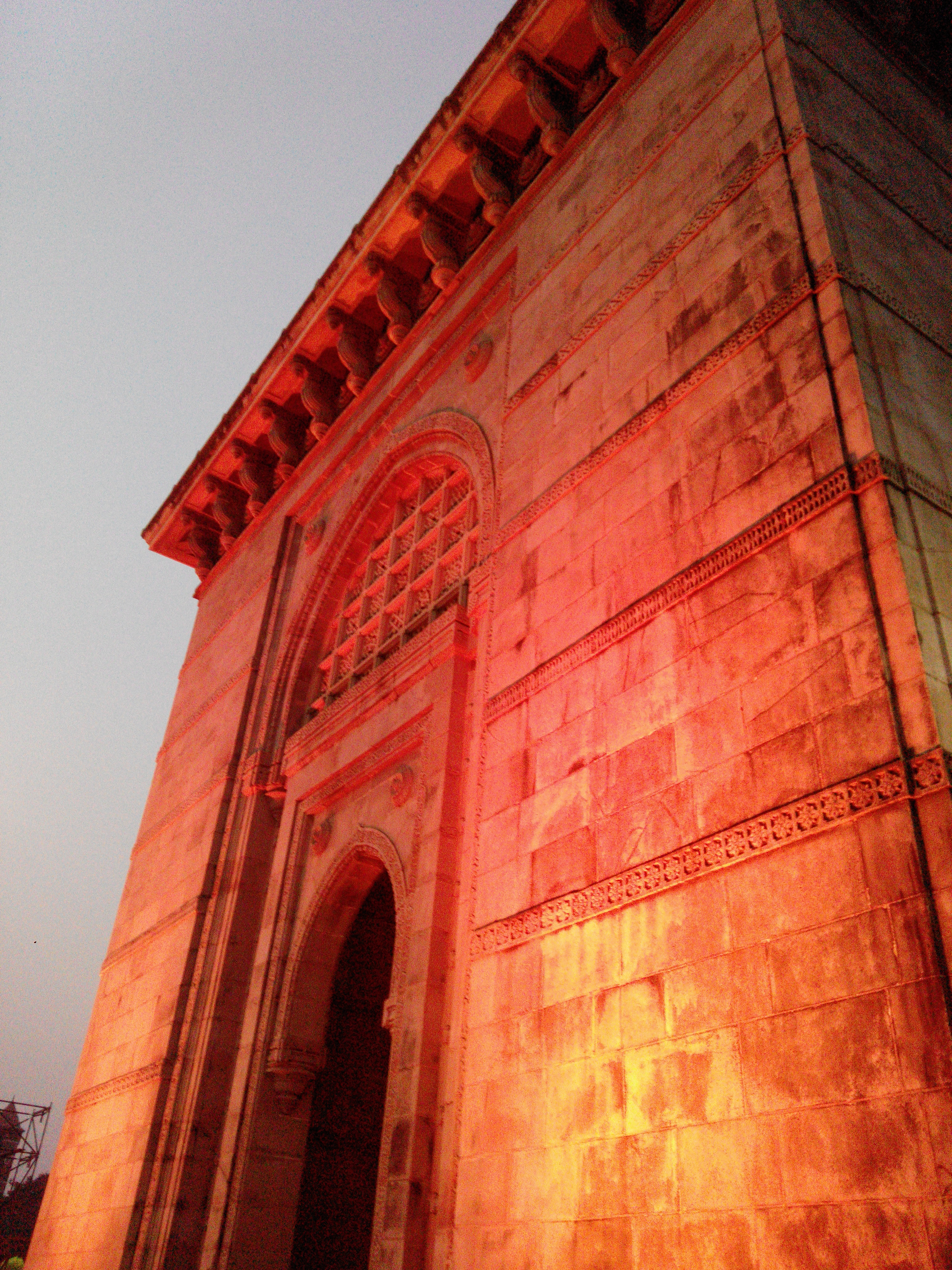
9
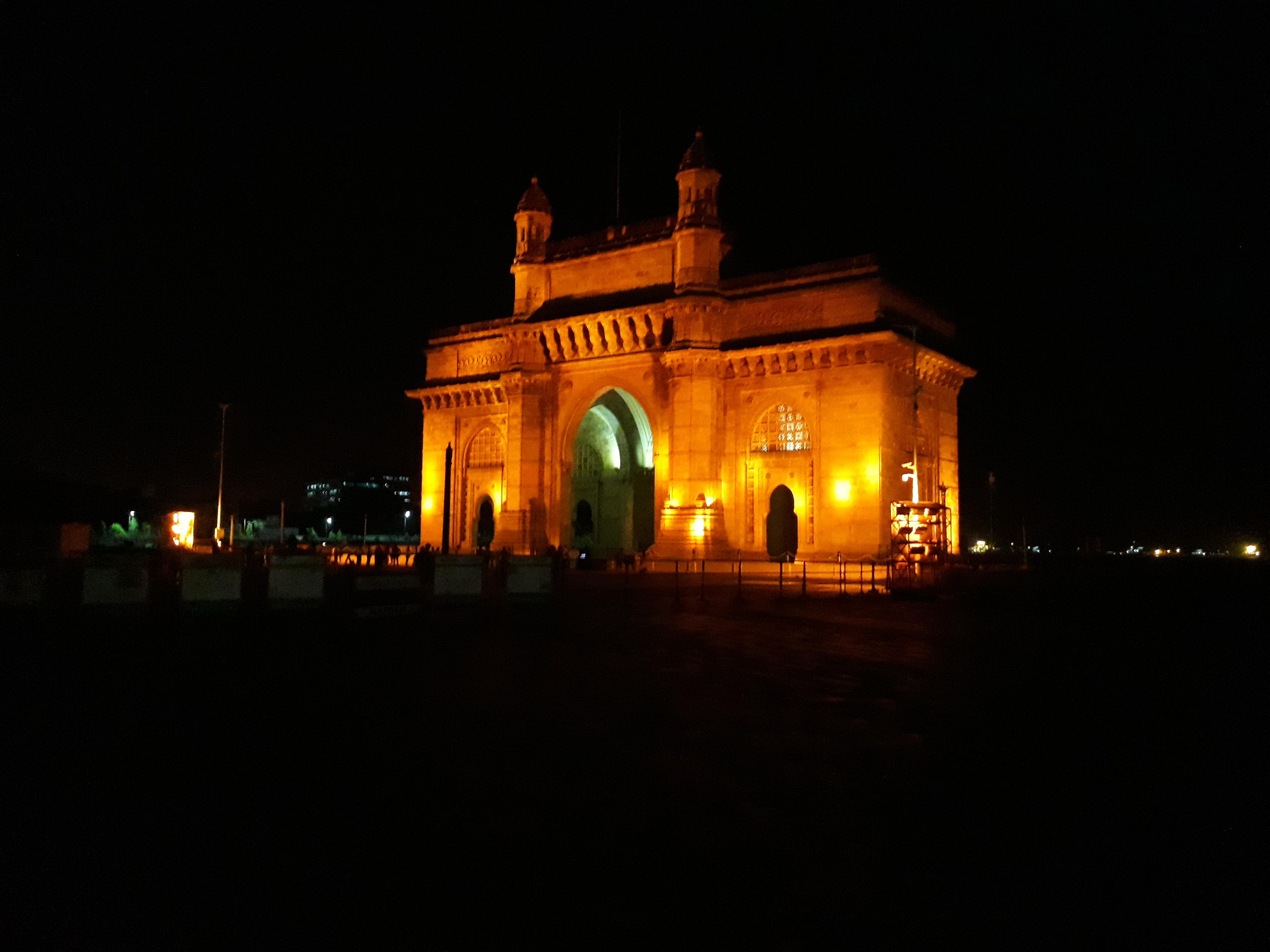
10